# 艾伦迪亚 (佛罗里达州)
艾伦迪亚（英語：Islandia）曾是美国佛罗里达州邁阿密-戴德縣轄下的城市，2012年3月16日法令生效後廢除，現為非建制地區。建立于1960年。面积约171.9平方公里（约合66.4平方英里）。根据2010年美国人口普查，该地區有人口18人。论人口在本州排行第407。